# Bufotalin
Bufotalin är en kardiotoxisk bufanolidsteroid, hjärtglykosidanalog, utsöndrad av ett antal paddor. Bufotalin kan extraheras från hudens parotoidkörtlar hos flera typer av padda. Namnet kommer från Bufo, det latinska namnet för padda. Bufotalin är en glykosid som kan påverka hjärtat. Det är inte farligt för människor, men kan vara dödligt för andra djur, till exempel hundar.
Liksom bufagin från Agapadda och senso från Japansk padda har det använts som hjärtstimulerande medel.

## Framställning
Rhinella marina (Cane padda), Rhaebo guttatus (Slätsidig padda), Bufo melanostictus (asiatisk padda) och Bufo bufo (vanlig europeisk padda) är källor till bufotalin.

## Egenskaper
Om bufotalin förestras med suberylarginin erhålls den bufotalinliknande steroiden bufotoxin.

## Användning
Bufotalin är en del av Ch'an Su, en traditionell kinesisk medicin som används mot cancer. Det är också känt som Venenum Bufonis eller senso (japanska).

## Säkerhet
Specifikt hos katter är den dödliga mediandosen 0,13 mg/kg och hos hundar 0,36 mg/kg (intravenös).
Eftersom det inte finns något motgift mot bufotalin måste alla förekommande symtom behandlas separat eller om möjligt i kombination med andra. För att öka klarläggandet teoretiskt, på grund av likheterna med digitoxin, kan kolestyramin, ett gallsalt, vara till hjälp. Nya djurstudier har visat att taurin återställer hjärtfunktioner.
Symtomatiska motmedel kan vara lignokain, atropin och fenytoin för hjärttoxicitet och intravenösa kaliumföreningar för att korrigera hyperkalemi från dess effekt på Na+/K+ ATPaspumpen.

## Farmakologi och verkningsmekanismer
Efter en enda intravenös injektion distribueras bufotalin snabbt och elimineras från blodplasman med en halvtid på 28,6 minuter och en MRT på 14,7 min. Efter 30 minuter efter intaget av bufotalin är koncentrationerna i hjärnan och lungorna signifikant högre än i blod och andra vävnader. Det ökar också cancercellens mottaglighet för apoptos via TNF-α-signalering av BH3-interagerande domändödsagonist och STAT-proteiner.
Bufotalin inducerar apoptos in vitro i humant hepatocellulärt karcinom Hep 3B-celler och kan involvera kaspaser och apoptosinducerande faktor (AIF). Användningen av bufotalin som en cancerbehandlande förening är fortfarande (2022) i experimentfasen. Det stoppar också cellcykeln vid G(2)/M, genom upp- och nedreglering av flera enzymer. 
Mekanismen för biotransformation av bufotalin är fortfarande okänd. Undersökningar har visat att bufotalin bioomvandlas till minst fem olika föreningar.

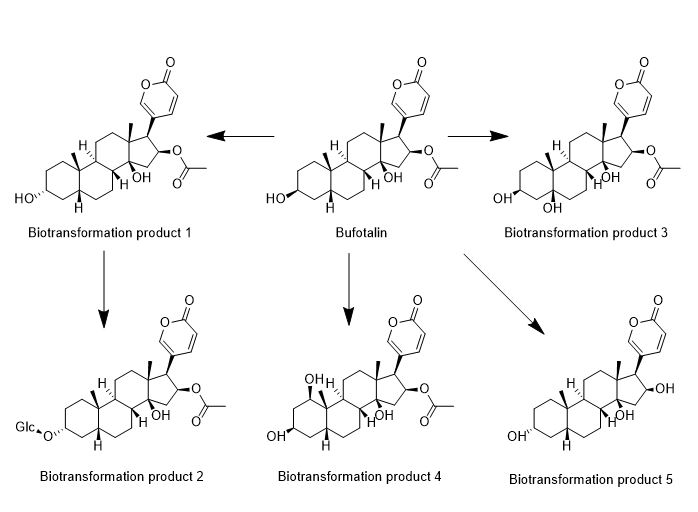
De fem kända biotransformationsprodukterna av bufotalin.